# Austin Aries
Daniel Healy „Dan” Solwold Jr. (ur. 15 kwietnia 1978 w Milwaukee w Wisconsin) – amerykański wrestler, lepiej znany pod pseudonimem ringowym Austin Aries.
Aries pracował dla kilku federacji wrestlingu, w tym WWE, Total Nonstop Action Wrestling czy Ring of Honor. Był posiadaczem TNA World Heavyweight Championship, sześciokrotnym i najdłużej panującym TNA X Division Championem, jednokrotnym posiadaczem TNA World Tag Team Championship, dwukrotnym zdobywcą ROH World Championship oraz jednokrotnym ROH World Tag Team Championem.

## Kariera wrestlera

### Treningi i początek kariery (2000–2004)
Solwold zaczął trenować pod skrzydłem Eddiego Sharkeya i Terry’ego Foxa w 2000. Zadebiutował 11 listopada 2000, w wygranej walce przeciwko „Sherrifowi” Johnny’emu Emeraldowi. Przez kilka lat występował w federacjach położonych w środkowo-zachodniej części USA. Występując jako „Dan Sexon” tworzył tag team The Dixon-Sexon Connection z Tedem Dixonem. 12 sierpnia 2003 wystąpił w dark matchu podczas nagrań programu WWE Velocity jako „Austin Williams”. Jego kariera nabrała rozpędu po dotarciu do finału turnieju ECWA Super 8 Tournament, w którym został pokonany przez Christophera Danielsa.

### Ring of Honor (2004–2007)
Aries rozpoczął występy dla Ring of Honor (ROH) w 2004. Zadebiutował na gali ROH: Reborn Stage 2, mającej miejsce 24 kwietnia 2004, biorąc udział w przegranym Four Corner Survival matchu z Jimmym Rave’em, Rockym Romero i Nigelem McGuinnessem. 22 maja Aries wystąpił na gali Generation Next, gdzie wziął udział w turnieju promującym nowe, wschodzące gwiazdy. Alex Shelley wybrał Ariesa, Rodericka Stronga i Jacka Evansa jako członków nowego ugrupowania „Generation Next”.
Aries zdobył ROH World Championship na gali Final Battle 2004, pokonując najdłużej panującego mistrza Samoa Joego. 16 czerwca 2005 Ring of Honor wybrało Ariesa na nowego głównego trenera szkółki wrestlerskiej ROH, gdy dotychczasowy trener CM Punk podpisał kontrakt z WWE. 18 czerwca 2005 Aries utracił ROH World Championship na rzecz CM Punka.
Pod koniec roku, na gali Final Battle 2005, Aries i Roderick Strong pokonali Sala Rinauro i Tony’ego Mamaluke’a zdobywając ROH World Tag Team Championship. Nowi mistrzowie rozwiązali grupę Generation Next. 24 czerwca 2006 Aries został pokonany przez gwiazdę Pro Wrestling Noah – KENTĘ.
16 września Aries i Strong stracili ROH World Tag Team Championship na rzecz The Kings of Wrestling (Chrisa Hero i Claudio Castagnoliego). Na gali Battle of the Icons, 27 stycznia 2007, Aries, Strong i Evans – byłe Generation Next – pokonali Daveya Richardsa, Deliriousa i SHINGO. Powrót Generation Next trwał krótko – 16 lutego Strong zaatakował Ariesa po ich walce z Christopherem Danielsem i Mattem Sydalem. Strong utworzył drużynę „No Remorse Corps” z Richardsem, Jack Evans natomiast nie zdecydował się na współpracę z żadnym z byłych partnerów. Wkrótce Aries połączył siły z Erickiem Stevensem i Mattem Crossem, tworząc grupę „The Resilence”. Nowe ugrupowanie rywalizowało z No Remorse Corps przez następnych kilka miesięcy. Punktem kulminacyjnym feudu między grupami było ostateczne starcie na gali ROH Undeniable, z którego zwycięsko wyszło No Remorse Corps.
27 kwietnia 2007 Aries przegrał walkę z Takeshim Morishimą o ROH World Championship. W maju Total Nonstop Action Wrestling nakazało zakontraktowanemu Ariesowi zaprzestanie występów dla Ring of Honor.

### Total Nonstop Action Wrestling (2005–2007)

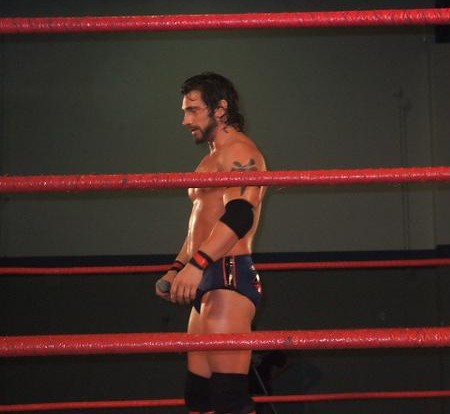
Aries w ringu w 2006

W lipcu 2005, Total Nonstop Action Wrestling (TNA) stworzyło ankietę internetową, w której fani mieli wybrać przeciwnika dla TNA X Division Championa Christophera Danielsa na gali Sacrifice. Fani mogli wybrać Ariesa, Rodericka Stronga, Jaya Lethala lub Matta Sydala; żaden z nich nie był wcześniej zakontraktowany z federacją. Aries wygrał głosowanie z ogromną przewagą głosów, lecz przegrał z Danielsem w walce bez tytułu na szali. Po gali pojawiły się plotki o rzekomym zakontraktowaniu Ariesa. Na gali Unbreakable Aries pokonał Rodericka Stronga. 22 września na swojej stronie internetowej poinformował, że podpisał kontrakt z TNA. Stał się stałym członkiem rosteru federacji i wkrótce utworzył grupę ze Strongiem i Alexem Shelleyem. W lutym 2006 Aries i Strong zostali zawieszeni na dwa miesiące z powodu czterogodzinnego spóźnienia na galę Against All Odds.
W tygodniach poprzedzających Bound for Glory federacja zaczęła emitować winietki przedstawiające debiut wrestlera o pseudonimie Austin Starr. Austin zadebiutował na gali jako pierwszy zawodnik i zwycięzca „Kevin Nash Open Invitational X Division Gauntlet Battle Royalu”. Na najbliższym odcinku tygodniówki Impact! ogłoszono, że Starr dołączy do grupy Paparazzi Productions prowadzonej przez Nasha. Starr zastąpił Johnny’ego Devine'a jako członka ugrupowania i wziął udział w Paparazzi Championship Series. W finale na Final Resolution przegrał walkę z Alexem Shelleyem.
18 kwietnia 2007 Starr został zawieszony na 90 dni. Niedługo później został zwolniony z federacji.

### Powrót do ROH (2007–2010)
Aries powrócił do Ring of Honor miesiąc po odejściu z TNA. Na gali United We Stand z 22 czerwca 2007 pojawił się jako „fan”. Podczas starcia między grupami No Remorse Corps i The Resillience Aries został sprowokowany przez Rodericka Stronga, próbował przejść przez barykadę, lecz został zatrzymany przez ochronę. Następnej nocy, na gali Driven, Aries przybiegł do ringu i zaatakował grupę No Remorse Corps, po czym w ringu podpisał kontrakt z ROH. Na gali Race to the Top Tournament: Night One Aries zawalczył z Roderickiem Strongiem, Jimmym Rave’em i Gran Akumą w 4-Way Fray matchu o FIP World Heavyweight Championship, lecz nie zdołał wygrać starcia. Aries i Erick Stevens pokonali Stronga i Rocky’ego Romero na gali Death Before Dishonor V. Następnej nocy The Resilience przegrało Street Fight z No Remorse Corps i Mattem Sydalem.

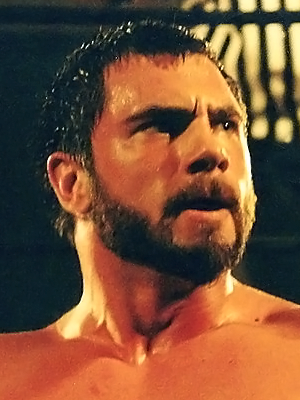
Aries w 2007

Na gali Manhattan Mayhem II Aries pokonał Rodericka Stronga i Jacka Evansa w Triple Threat matchu, zaś na gali Glory by Honor VI: Night Two rozwiązał grupę The Resilience by skupić się na zdobyciu ROH World Championship. Na gali Rising Above przegrał pojedynek z mistrzem Nigelem McGuinnessem. Od tego momentu Aries zaczął zachowywać się arogancko względem innych wrestlerów, przez co lider grupy The Age of the Fall (AotF) Jimmy Jacobs wykazał zainteresowanie przyłączeniem Ariesa do ugrupowania. Aries został ponownie pokonany przez McGuinnessa na gali Supercard of Honor III w marcu 2008; w drodze na zaplecze dołączyła do niego Lacey, członkini AotF i partnerka Jimmy’ego Jacobsa. Aries powrócił do ringu ROH w kwietniu, zdradzając, że on i Lacey stali się parą, a sama Lacey postanowiła odejść z AotF. Wywołało to atak na Ariesa ze strony Jacobsa i rozpoczęcie rywalizacji z liderem AotF.
23 kwietnia Aries zastąpił Marka Briscoe, pomagając jego bratu – Jayowi – w obronie ROH World Tag Team Championship przeciwko The Age of the Fall. Po skutecznej obronie tytułów przez Briscoe i nieuznanego za mistrza Ariesa mistrzostwa zostały zawieszone.
6 czerwca Aries połączył siły z Bryanem Danielsonem i w drużynie z nim wziął udział w turnieju o ROH World Tag Team Championship. W pierwszej rundzie pokonali Stronga i Daveya Richardsa, lecz w kolejnej rundzie zostali wyeliminowani po przegranym starciu z ostatecznymi zwycięzcami turnieju – Jimmym Jacobsem i Tylerem Blackiem. Dobę później Aries i Danielson otrzymali kolejną szansę zdobycia mistrzostw, lecz ponownie ulegli Blackowi i Jacobsowi.
27 czerwca Aries został pokonany przez Necro Butchera w „Relaxed Rules” matchu. Bezskutecznie próbował przekonać Butchera do opuszczenia Age of the Fall. 25 lipca Aries i Jay Briscoe pokonali Jacobsa i Blacka w No Disqualification matchu. Aries kontynuował rywalizację z Jimmym Jacobsem, co doprowadziło do Steel Cage Warfare matchu na gali Glory by Honor VII. Drużyna Ariesa (Aries i Briscoe Brothers) pokonała drużynę Jacobsa (Jacobsa, Blacka i Deliriousa). Rywale zawalczyli ze sobą w Best of Three Series: w pierwszej walce, na gali Ring of Homicide 2, Jacobs pokonał Ariesa w Falls Count Anywhere matchu, na Bound By Hate Aries wygrał drugą walkę – Dog Collar match. Decydującym pojedynkiem był „I Quit” match na gali Rising Above 2009, z którego zwycięsko wyszedł Aries. Po gali Aries kontynuował rywalizację z Age of the Fall, tym razem skupiając się na Tylerze Blacku. Na Final Battle 2008 pokonał Blacka w pojedynku o miano pretendenckie. Po walce Black stał się ofiarą ataku ze strony Jimmy’ego Jacobsa; Aries wbiegł z powrotem do ringu i, ku zaskoczeniu publiczności, połączył siły z Jacobsem i również zaatakował Blacka.
Na początku 2009, Aries zmienił wygląd obcinając długie włosy i zmieniając strój ringowy. Przybrał również wizerunek kobieciarza, zaczął nazywać samego siebie „A Double” i „The Greatest Man That Ever Lived”.
13 czerwca 2009 na gali Manhattan Mayhem III Aries wygrał 3-Way Elimination match o ROH World Championship, pokonując Tylera Blacka i mistrza Jerry’ego Lynna. 19 grudnia 2009, na Final Battle, pierwszej gali pay-per-view ROH emitowanej na żywo, obronił pas w pojedynku z Blackiem; walka zakończyła się remisem spowodowanym przekroczeniem 60-minutowego limitu czasowego. 13 lutego 2010, podczas gali 8th Anniversary Show, Aries stracił ROH World Championship na rzecz Blacka. W kolejnych miesiącach rywalizował z Deliriousem i Jerrym Lynnem, a także występował jako menedżer Rhetta Titusa i Kenny’ego Kinga. 2 października 2010 Aries pokonał Rodericka Stronga; była to jego ostatnia walka dla Ring of Honor aż do 2015. Wkrótce profil Ariesa został usunięty z oficjalnej strony ROH.

### Dragon Gate USA (2010–2011)
12 października 2010 Dragon Gate USA ogłosiło, że Aries podpisał kontrakt z federacją. Zadebiutował 29 października na gali Bushido: Code of the Warrior, gdzie został pokonany przez Open the Dream Gate Championa Masato Yoshino w non-title matchu. Aries zaproponował Richowi Swannowi współpracę, ten jednak odrzucił ofertę. 28 stycznia 2011 na gali United: NYC Aries pokonał Swanna w starciu singlowym. W następnym miesiącu rozpoczęto scenariusz, w którym Aries rzekomo stracił motywację do wrestlingu. Położył swoją karierę w DGUSA na szali, by zawalczyć z Yamato o Open the Freedom Gate Championship. Przegrał pojedynek z mistrzem, a następnego dnia został pokonany przez Jimmy’ego Jacobsa. Miała być to ostatnia walka Ariesa w DGUSA, lecz tuż po niej, zamiast pożegnania się z zaprzyjaźnionymi wrestlerami z grupy Ronin – Chuckiem Taylorem, Johnnym Gargano i Richem Swannem – Aries odwrócił się od nich i dołączył do heelowej grupy Blood Warriors. Grupy Ronin i Blood Warriors zawalczyły ze sobą w 6-Man Elimination Tag Team matchu na gali Enter The Dragon 2011; z walki zwycięsko wyszło Ronin.
9 czerwca 2011 ogłoszono, że Aries opuścił Dragon Gate USA oraz Evolve. Aries wyjawił, że myślał wówczas nad odejściem na emeryturę, lecz zdecydował się kontynuować karierę po otrzymaniu oferty pracy od Total Nonstop Action Wrestling.

### Powrót do TNA

#### X Divison Champion (2011–2012)

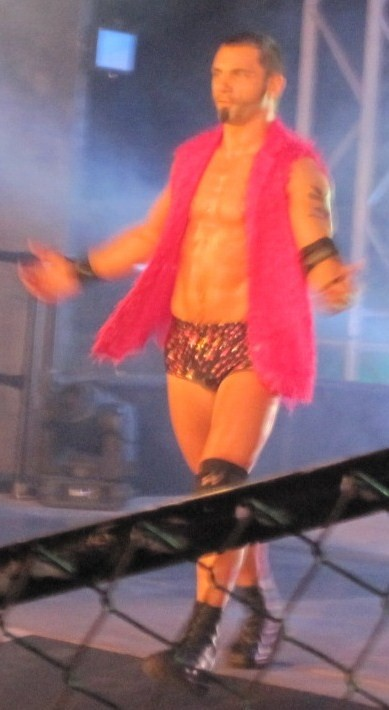
Aries w czerwcu 2011

13 czerwca 2011, podczas nagrań tygodniówki Impact Wrestling, Aries powrócił do TNA i pokonał Jimmy’ego Rave'a oraz Kida Kasha w pierwszej rundzie turnieju X Division Showcase o kontrakt z federacją. W finale turnieju na gali Destination X Aries pokonał Jacka Evansa, Low Kiego i Zemę Iona, zdobywając kontrakt. Podczas najbliższego odcinka Impact Wrestling Aries nieczysto pokonał Shannona Moore’a, atakując go stalowym krzesełkiem; tym samym stał się antagonistą. 21 lipca na Impact Wrestling Aries spowodował porażkę Alexa Shelleya w walce o miano pretendenta do X Division Championship, a dwa tygodnie później pokonał go w singlowej walce. 7 sierpnia, na gali Hardcore Justice, Aries przegrał walkę o X Division Championship z Shelleyem i mistrzem Brianem Kendrickiem.
18 sierpnia, na Impact Wrestling, Aries wygrał ośmioosobowy Gauntlet match o miano pretendenckie do mistrzostwa Kendricka. Z mistrzem zmierzył się na No Surrender i pokonał rywala, odbierając mu X Division Championship. Na gali Bound for Glory pokonał Kendricka w walce rewanżowej, zaś na Turning Point w listopadzie pokonał Jessego Sorensena i Kida Kasha w 3-Way matchu. Na grudniowym Final Resolution obronił tytuł w walce z Kashem. 8 stycznia 2012, na gali Genesis, Aries ponownie obronił pas w starciu z Sorensenem, Kashem i Zemą Ionem. Gala Against All Odds przyniosła mu kolejne zwycięstwo, tym razem w walce z Alexem Shelleyem. 12 marca stał się najdłużej panującym X Division Championem w historii, pobijając rekord Christophera Danielsa z 2005 roku. Osiem dni później, na gali Victory Road, obronił tytuł w walce z Zemą Ionem.
Na najbliższym odcinku Impact Wrestling Aries obronił mistrzostwo w starciu z Ionem, Kashem i Anthonym Nesem, lecz po walce stał się ofiarą ataku ze strony Bully'ego Raya. W przyszłym tygodniu stał się protagonistą, łącząc siły z Jamesem Stormem i pokonując Raya i Bobby’ego Roode’a. Na Lockdown Aries wziął udział w Lethal Lockdown matchu jako członek drużyny Garetta Bischoffa, która pokonała drużynę Raya. Na gali Sacrifice, Aries wygrał singlową walkę z Bullym Rayem, a na Slammiversary pokonał Samoa Joego. Podczas kolejnego odcinka Impact Wrestling Aries wziął udział w pierwszym Ultimate X matchu, w którym skutecznie obronił mistrzostwo pokonując Chrisa Sabina i Zemę Iona.

#### TNA World Heavyweight Champion (2012–2013)
Po kolejnej obronie tytułu Aries ogłosił, że bycie X Division Championem już go nie satysfakcjonuje. Generalny Menedżer Hulk Hogan obiecał mu, że zawalczy o TNA World Heavyweight Championship, jeśli tylko zrezygnuje z X Division Championship. Aries zgodził się na ten układ, dodając, że podczas corocznej gali Destination X przyszli posiadacze X Division Championship również będą mogli wybrać między zachowaniem mistrzostwa a walką o World Heavyweight Championship. 7 maja Aries zawiesił mistrzostwo, kończąc rekordowe, trwające 298 dni panowanie.
W walce wieczoru gali Destination X Aries pokonał Bobby’ego Roode’a w walce o TNA World Heavyweight Championship. Aries i Roode zawalczyli w starciu rewanżowym, 19 lipca na Impact Wrestling; walka zakończyła się bez rezultatu po tym jak obaj zawodnicy zostali zaatakowali przez grupę Aces & Eights. Na Hardcore Justice Aries obronił tytuł w kolejnym pojedynku z Roodem. Po tym, jak Jeff Hardy wygrał turniej Bound for Glory Series i stał się pretendentem do tytułu Ariesa, mistrz stał się antybohaterem i zaczął prowokować Hardy’ego. 11 października na Impact Wrestling zaatakował pretendenta, przechodząc heel turn. Trzy dni później, na gali Bound for Glory, Aries stracił World Heavyweight Championship na rzecz Hardy’ego. Na Turning Point Aries przegrał rewanżowy Ladder match z Hardym.
22 listopada Aries wzburzył zamieszanie w Impact Zone, wyjawiając romans między Bullym Rayem a Brooke Hogan. Tydzień później Aries został wybrany na pretendenta do X Division Championship dzierżonego przez Roba Van Dama. Z mistrzem zmierzył się jeszcze tego samego wieczoru, ich walka zakończyła się dyskwalifikacją Van Dama, spowodowaną interwencją Bully'ego Raya. Na Final Resolution Aries pokonał Raya dzięki interwencji ze strony Brooke i Hulka Hoganów. Niedługo po gali wyjawiono, że Aries przekupił grupę Aces & Eights, by ta odwróciła się od Bobby’ego Roode’a. 20 grudnia na Impact Wrestling zawalczył o TNA World Heavyweight Championship w starciu przeciwko Jeffowi Hardy’emu; walka zakończyła się interwencją Roode’a. Roode i Aries zmierzyli się ze sobą w kolejnym tygodniu; ich pojedynek zakończył się bez rezultatu po tym, jak obydwaj zaatakowali sędziego, a chwilę później sami padli ofiarą ataku ze strony Hardy’ego. Rywalizacja zakończyła się na styczniowym Genesis, gdzie Hardy wygrał trzyosobową walkę eliminacyjną przeciwko Roode'owi i Ariesowi.

#### Rywalizacje o mistrzostwa (2013–2015)

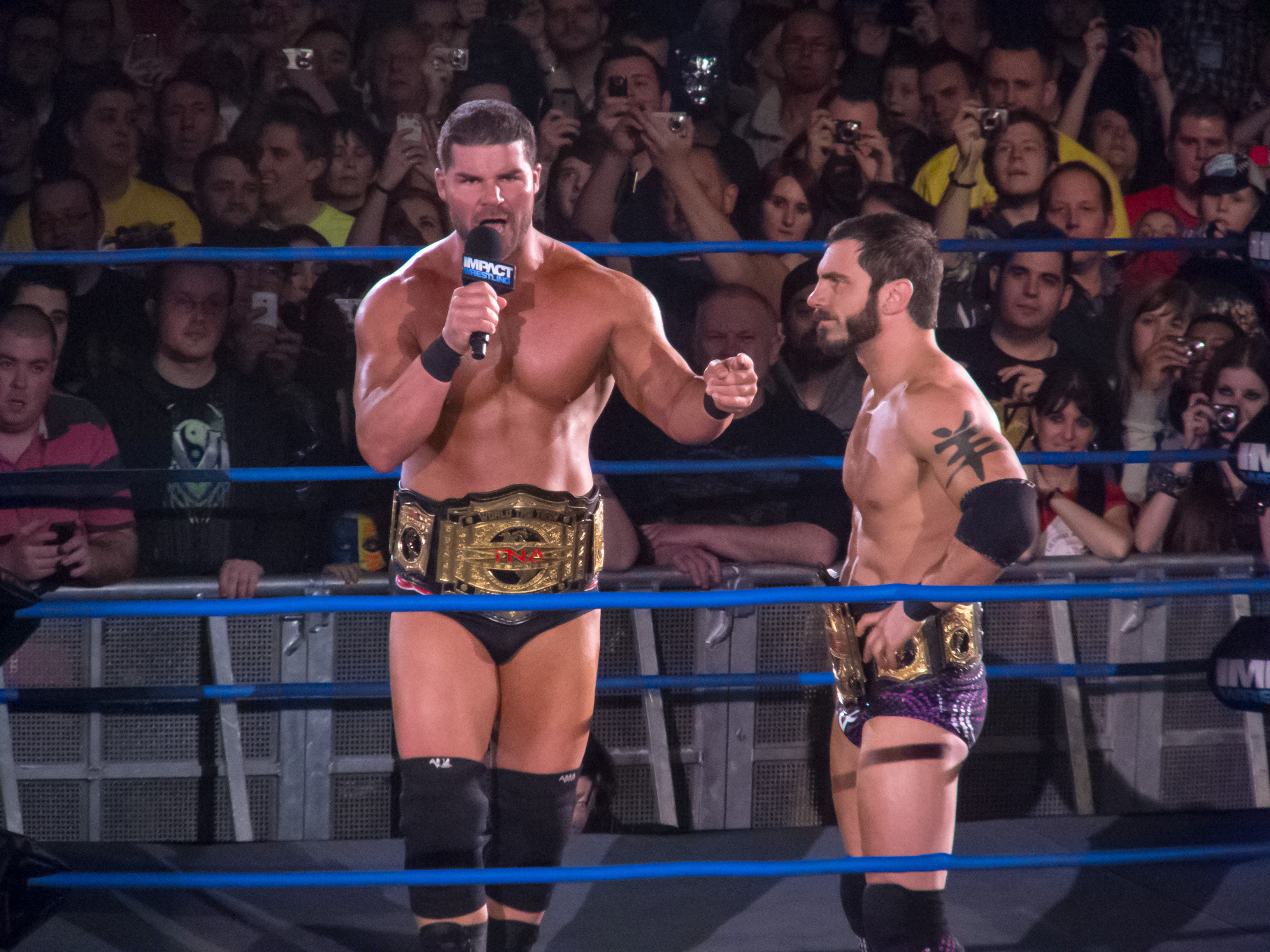
Aries i Bobby Roode z pasami TNA World Tag Team Championship

7 lutego Roode i Aries pokonali Chavo Guerrero i Hernandeza, zdobywając TNA World Tag Team Championship. Tym samym, Aries stał się piątym zdobywcą Triple Crown Championship w historii TNA. Na gali Lockdown Roode i Aries obronili tytuły w 3-Way matchu przeciwko Bad Influence (Christopherowi Danielsowi i Kazarianowi) oraz Guerrero i Hernandezowi. 11 kwietnia, podczas odcinka Impact, mistrzowie stracili tytuły na rzecz Guerrero i Hernandeza, przegrywając 2-Out-Of-3 Falls match. Aries i Roode nie zdołali odzyskać mistrzostw w walce rewanżowej, nie udało im się też wygrać starcia o miano pretendenckie przeciwko Danielsowi i Kazarianowi. Kolejna szansa zdobycia TNA World Tag Team Championship nadarzyła się podczas gali Slammiversary XI; Aries i Roode wzięli udział w Fatal 4-Way Elimination matchu o mistrzostwa, lecz ostatecznie nie udało im się wygrać walki.
13 czerwca Aries pokonał Erika Younga i zakwalifikował się do turnieju Bound for Glory Series. Dwa tygodnie później przebrany za Suicide'a Aries pokonał Chrisa Sabina i Kenny’ego Kinga, zdobywając TNA X Division Championship po raz drugi. Aries chciał ponownie zawiesić mistrzostwo i zawalczyć o World Heavyweight Championship na Destination X, jednakże 4 lipca utracił X Division Championship na rzecz Sabina; w walce brał również udział prawdziwy Suicide (Manik). 1 sierpnia ponownie stał się protagonistą, kiedy stanął po stronie AJ Stylesa i skonfrontował się z byłym tag-team-partnerem – Bobbym Roodem. W międzyczasie Aries brał czynny udział w Bound for Glory Series; z turnieju odpadł po przegranej walce półfinałowej ze Stylesem podczas gali Impact Wrestling: No Surrender.
20 października, na gali Bound for Glory, Aries wziął udział w Ultimate X matchu o X Division Championship, lecz nie zdołał wygrać starcia. 12 grudnia, podczas odcinka Impact, Aries odzyskał mistrzostwo z rąk Chrisa Sabina, lecz utracił je w walce rewanżowej z 2 stycznia 2014. Trzy tygodnie później, podczas gali Impact Wrestling: Genesis, Aries ponownie pokonał Sabina, stając się czterokrotnym X Division Championem. 6 lutego Zema Ion wykorzystał walizkę Feast or Fired, by zawalczyć o mistrzostwo Ariesa; z pojedynku zwycięsko wyszedł posiadacz tytułu.
27 lutego Aries sędziował pojedynek między Bobbym Roodem a MVP; pomógł Roode'owi wygrać, po raz kolejny stając się antagonistą. 2 marca, na produkowanej przez TNA i japońskie Wrestle-1 gali Kaisen: Outbreak, Aries stracił X Division Championship na rzecz Seiyi Sanady. Na czerwcowym Slammiversary XII Aries pokonał Kenny’ego Kinga w walce o miano pretendenta do TNA World Heavyweight Championship dzierżonego przez Erika Younga; jeszcze tej samej nocy przegrał walkę o mistrzostwo.
20 czerwca, podczas nagrań Impact Wrestling, Aries odzyskał X Division Championship w walce rewanżowej z Sanadą. Zaledwie sześć dni później, na gali Destination X, zawiesił mistrzostwo na rzecz walki o World Heavyweight Championship. Ostatecznie przegrał walkę z mistrzem – Lashleyem. Rozpoczął krótką rywalizację z Jamesem Stormem i jego podopiecznym The Great Sanadą. Aries i Tajiri przegrali walkę drużynową ze Stormem i Sanadą podczas Impact z 10 września. Trzy tygodnie później Aries wezwał Samoa Joego do walki o X Division Championship, lecz przegrał pojedynek. 7 stycznia 2015 pokonał Low Kiego w starciu o mistrzostwo, zdobywając X Division Championship po raz szósty. Tytuł utracił dziewięć dni później, po przegranej walce rewanżowej z Low Kim; w pojedynek interweniowała grupa The Beat Down Clan.
23 stycznia Aries wygrał walizkę Feast or Fired, która gwarantowała mu walkę o TNA World Heavyweight Championship. Przez luty i marzec rywalizował z grupą Beat Down Clan. Na gali Lockdown wziął udział w corocznym Lethal Lockdown matchu; dołączając do drużyny prowadzonej przez Kurta Angle'a i ostatecznie pokonując The Beat Down Clan. Aries połączył też siły z Bobbym Roodem; wspólnie wzięli udział w turnieju o TNA World Tag Team Championship, lecz nie udało im się wygrać walki finałowej. Rozpoczęli rywalizację z The Wolves (Daveyem Richardsem i Eddiem Edwardsem). Zmierzyli się z nimi w pięciu walkach o zawieszone mistrzostwo drużynowe. The Wolves wygrali pierwsze dwie walki, zaś Aries i Roode trzecią. Na gali Destination X Aries wykorzystał walizkę Feast or Fired, lecz nie udało mu się pokonać mistrza Kurta Angle'a. Po pokonaniu The Wolves w czwartej walce, którą był Full Metal Mayhem match, Aries pokonał Daveya Richardsa w walce singlowej na gali Slammiversary XIII, dzięki czemu mógł wybrać stypulację ostatniego z pięciu starć. Aries i Roode wybrali Iron Man Tag Team match, który ostatecznie przegrali.
Na gali Impact Wrestling: No Surrender Aries zażądał walki o mistrzostwo. Generalny Menedżer Bully Ray zabookował pojedynek między nim a X Division Championem Rockstar Spudem i dodał, że jeżeli Aries przegra walkę, będzie zmuszony odejść z TNA. Aries został pokonany przez Spuda, a po walce uniósł jego rękę w geście szacunku. 28 czerwca 2015 kontrakt Ariesa z federacją wygasł.

### Drugi powrót do ROH (2015)
6 lipca 2015 Ring of Honor zapowiedziało powrót Ariesa do federacji. Ogłoszono, że 17 lipca Aries zastąpi Rodericka Stronga w „Vegas Wild Card” 6-Man Tag Team matchu. Na gali Aries, Moose oraz ROH World i Television Champion Jay Lethal pokonali Jaya Briscoe, Daltona Castle i Kyle’a O’Reilly’ego.

### WWE

#### NXT (2016)

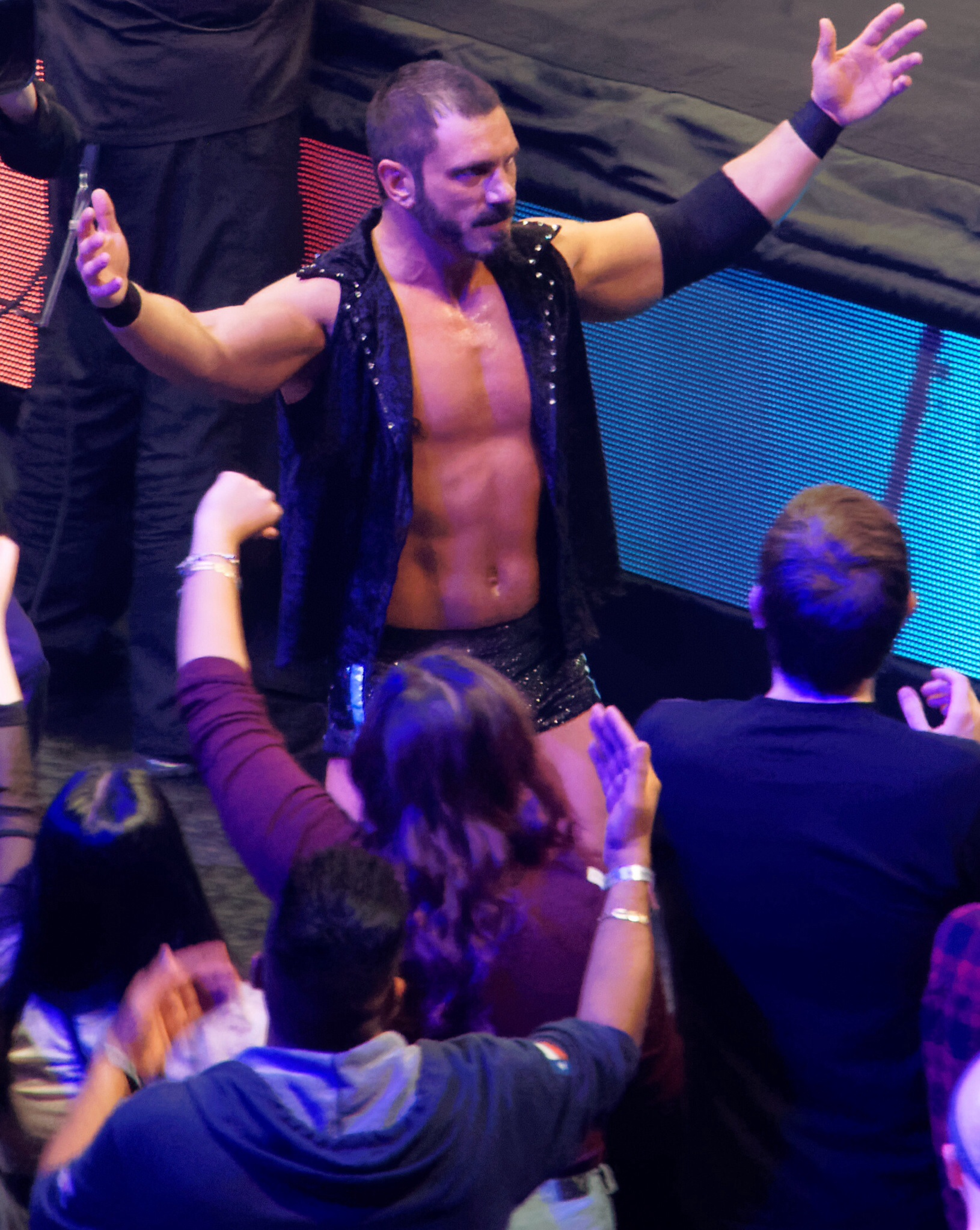
Aries podczas wejścia do ringu na gali NXT TakeOver: Dallas

22 stycznia 2016 WWE ogłosiło, że Aries podpisał kontrakt z federacją i dołączy do rozwojowego brandu NXT. 2 marca, podczas odcinka tygodniówki NXT, Aries zadebiutował jako protagonista, w drodze do ringu został zaatakowany przez barona Corbina. Na gali NXT TakeOver: Dallas Aries pokonał Corbina w swojej pierwszej walce dla NXT. 8 czerwca, na gali NXT TakeOver: The End, został pokonany przez Shinsuke Nakamurę. 22 czerwca niespodziewanie zaatakował No Way Jose, tym samym przybierając rolę heela. Aries pokonał No Way Jose na gali NXT TakeOver: Brooklyn II z 20 sierpnia. Połączył siły z Roderickiem Strongiem i wraz z nim wziął udział w turnieju Dusty Rhodes Tag Team Classic.
27 października, podczas live eventu NXT, Aries doznał poważnej kontuzji kości jarzmowej w walce z Shinsuke Nakamurą. Z powodu kontuzji Aries nie był w stanie walczyć w ćwierćfinale turnieju drużynowego. Generalny Menedżer NXT William Regal zadecydował, że zwycięzców ćwierćfinału wyłoni walka singlowa między Strongiem a Shane’em Thorne’em z drużyny TM-61; Strong przegrał pojedynek.

#### Dywizja Cruiserweight (2016–2017)
18 grudnia 2016, na gali Roadblock: End of the Line, Aries zadebiutował w głównym rosterze, zasiadając przy stoliku komentatorskim podczas walk dywizji Cruiserweight. Wkrótce stał się stałym komentatorem tygodniówki WWE 205 Live.
6 marca 2017 Aries zaatakował WWE Cruiserweight Championa Neville’a podczas przeprowadzania wywiadu z nim. Dobę później stoczył pierwszą walkę w głównym rosterze, pokonując Tony’ego Nese'a podczas odcinka 205 Live. Tydzień później pokonał T.J. Perkinsa, Akirę Tozawę, The Briana Kendricka i Tony’ego Nese'a w Fatal 5-Way Elimination matchu o miano pretendenckie do mistrzostwa. Podczas pre-showu WrestleManii 33 przegrał pojedynek o tytuł z Neville’em. Ariesowi nie udało się odebrać tytułu Nevillowi w starciu rewanżowym na gali Payback, nie pokonał go też w Submission matchu na Extreme Rules.
7 lipca 2017 Aries został zwolniony z federacji.

### Drugi powrót do Impact Wrestling (od 2018)
Aries powrócił do Impact Wrestling 1 lutego 2018 r., wyzywając Eliego Drake’a do walki o Impact Global Championship. Mimo niesportowego zachowania Drake’a i jego pomocnika, Chrisa Adonisa, pokonał go w niecałą minutę i został nowym mistrzem wagi ciężkiej. Impact Wrestling mianował zawodnika na Twitterze nowym Impact World Heavyweight Championem. W odpowiedzi Aries wyraził chęć, aby tytuł nazywał się Impact World Championship, motywując to zdaniem, że nie reprezentuje kategorii wagowej, lecz klasę światową. 15 lutego obronił mistrzostwo przeciw Drake’owi w walce rewanżowej. Podczas Impact: Crossroads, wyemitowanym 8 marca, odniósł zwycięstwo nad pretendentem do tytułu, Johnnym Impactem.

### Trzeci powrót do ROH (od 2018)
Aries powrócił do ROH w czasie gali 16th Anniversary Show, wyzywając Kenny’ego Kinga do walki o ROH World Television Championship.

## Poza wrestlingiem
Solwold podłożył głos pod Jacoba Cassa – głównego bohatera trybu Road to WrestleMania gry WWE'12.
Austin Aries jest grywalną postacią w grze WWE 2K17, dostępną jako zawartość do pobrania w ramach zestawu Future Stars Pack.

## Życie prywatne
Solwold jest zaręczony z wrestlerką Theą Trinidad.
Solwold praktykuje weganizm od 2011. Pojawił się w filmach PETA zachęcających do tego stylu życia.
Solwold jest fanem drużyn Green Bay Packers, Milwaukee Brewers i Milwaukee Bucks. W dzieciństwie grał w futbol amerykański i baseball.
Solwold ma wytatuowaną chińską literę Ram (羊) na lewej ręce. W tłumaczeniu oznacza ona Barana (ang. Aries), co jest nawiązaniem do jego pseudonimu ringowego i znaku zodiaku.

## Styl walki

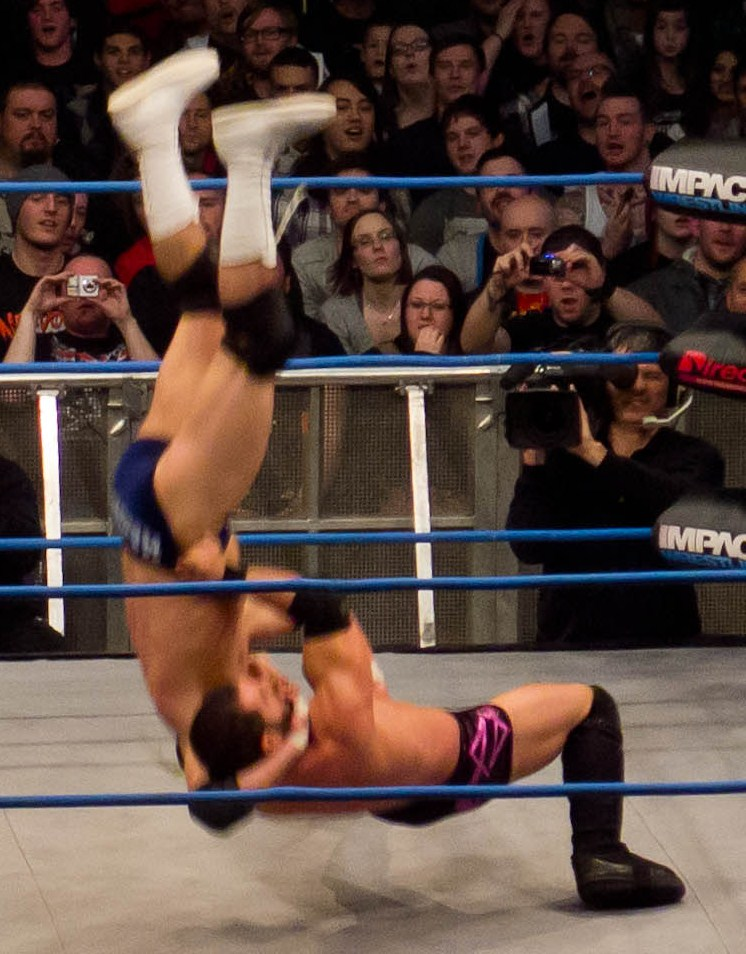
Aries wykonujący brainbuster na Marku Haskinsie

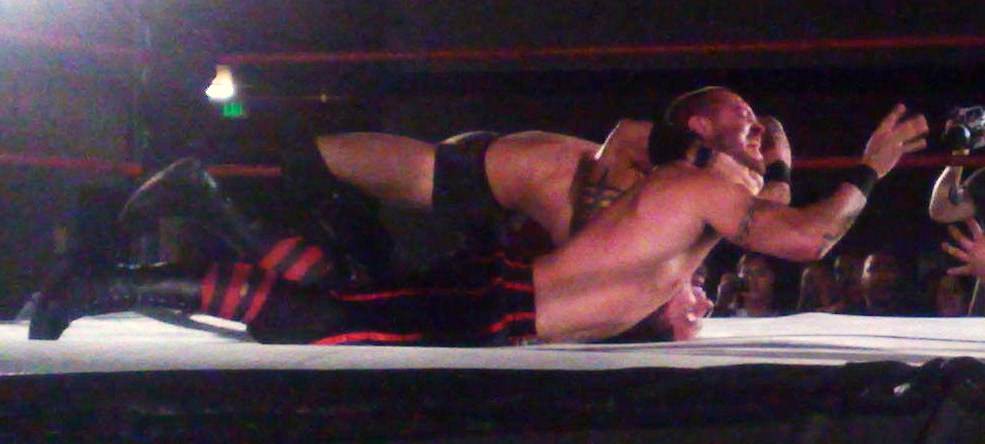
Aries wykonujący Last Chancery

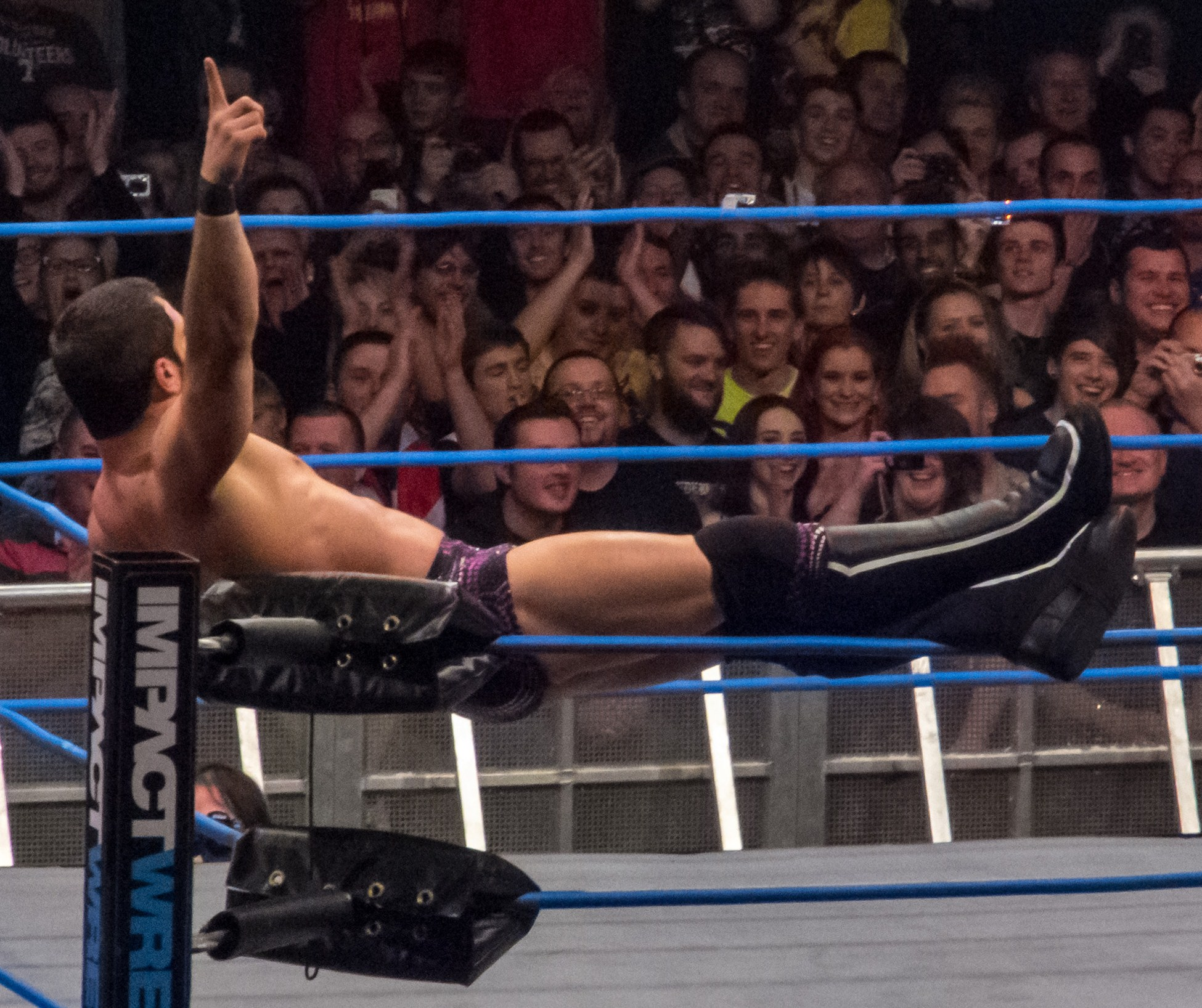
Aries pozujący w ringu

- Finishery
  - 450° splash[1]
  - Brainbuster[1], czasem wykonany z drugiej liny[54]
  - Horns of Aries/Last Chancery[142] (Bridging arm triangle choke)
  - Discus Fivearm (Discus elbow smash) – od 2016 (WWE) – w TNA/ROH używany jako zwykły ruch
- Inne ruchy
  - Crucifix bomb[143]
  - Death Valley driver, czasem wykonany na krawędź ringu[144]
  - Figure Eight Leglock[145] (zmodyfikowany figure-four leglock)
  - Fish Hook of Doom (przyciśnięcie kolanami rękę przeciwnika oraz wykonanie dźwigni fish hook)[146]
  - Forward Russian legsweep[147]
  - Frog splash[148]
  - Dropkick na siedzącym przeciwniku[149]
  - Heat Seeking Missile (Suicide dive wykonany pod środkową liną)[146]
  - IED (Running dropkick na przeciwnika w narożniku)[150][151]
  - Inverted suplex slam[147]
  - Japanese arm drag[147]
  - Leaping back elbow[152]
  - STO
  - Macho Neck Snap[1] (kombinacja springboardu oraz neck snapu)
  - No-handed springboard moonsault[147]
  - Pendulum Elbow[1] (Pendulum backbreaker hold z dodaniem elbow dropu na twarz przeciwnika)
  - Powerdrive Elbow (Twisting elbow drop)[1]
  - Rolling fireman's carry slam[147]
  - Slow Motion Special (Running jumping delayed knee drop)[148]
  - Scissored armbar[1]
  - Shin breaker z dodaniem leg-hook Saito suplexu[145][150]
  - Sidewalk slam[153]
  - Slingshot back elbow w przeciwnika w narożniku[154]
  - Slingshot corkscrew splash[1][147]
- Przydomki
  - „A Double”[29][155]
  - „Wrestling Machine”
  - „The Star”[156][157]
  - „The Greatest Man That Ever Lived”[29][158][159]
  - „The Vascular Vegetarian”[160]
  - „MV3 (Most Valuable Vascular Vegetarian)”[161]
  - „Mr. It”[162]
  - „The Greatest Manager That Ever Lived”[163]
  - „The Main Event”
  - „The Common Denominator of Greatness"
- Motywy muzyczne
  - „Born of a Broken Man” ~ Rage Against the Machine[164] (ROH / federacje niezależne)
  - „Personal Jesus” ~ Marilyn Manson[165] (ROH / federacje niezależne)
  - „The Greatest Man That Ever Lived” ~ Weezer[160][166] (ROH / federacje niezależne)
  - „Raging of the Region” ~ Dale Oliver[2] (TNA / federacje niezależne)
  - „Dirty Heels Theme” ~ Dale Oliver i Serg Salinas (TNA; używany jako członek grupy The Dirty Heels)
  - „Ambition and Vision” ~ CFO$[167] (NXT/WWE; od 22 stycznia 2016)

## Mistrzostwa i osiągnięcia
- Defiant Wrestling
  - Defiant Championship (1 raz)
- European Pro Wrestling
  - EPW Championship (1 raz)

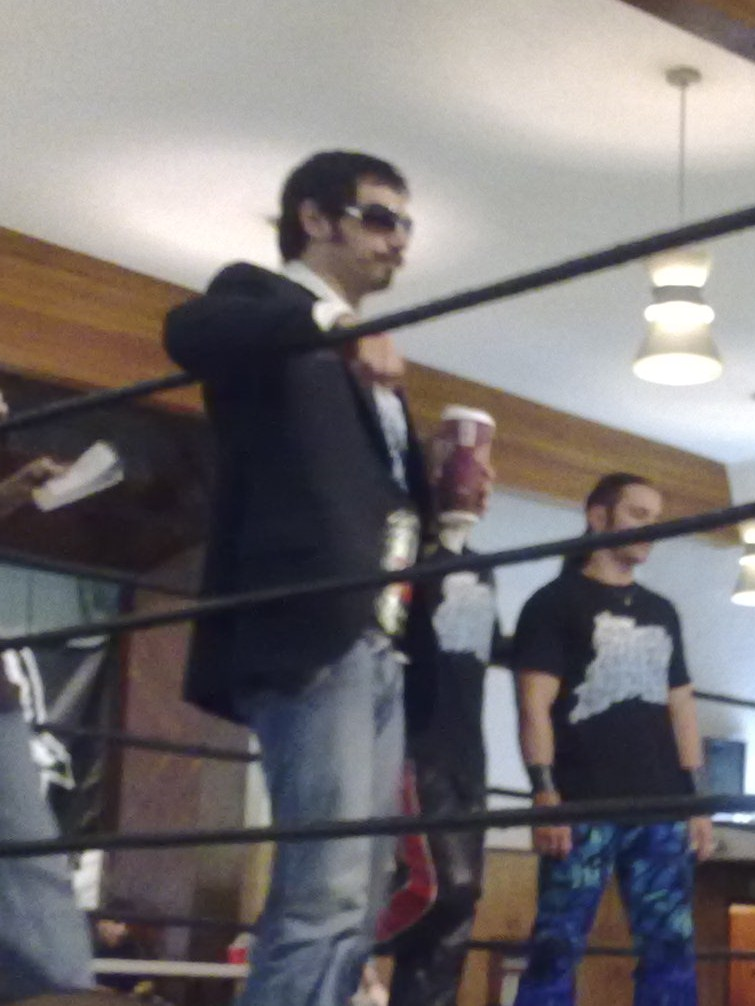
Aries był pierwszym dwukrotnym ROH World Championem

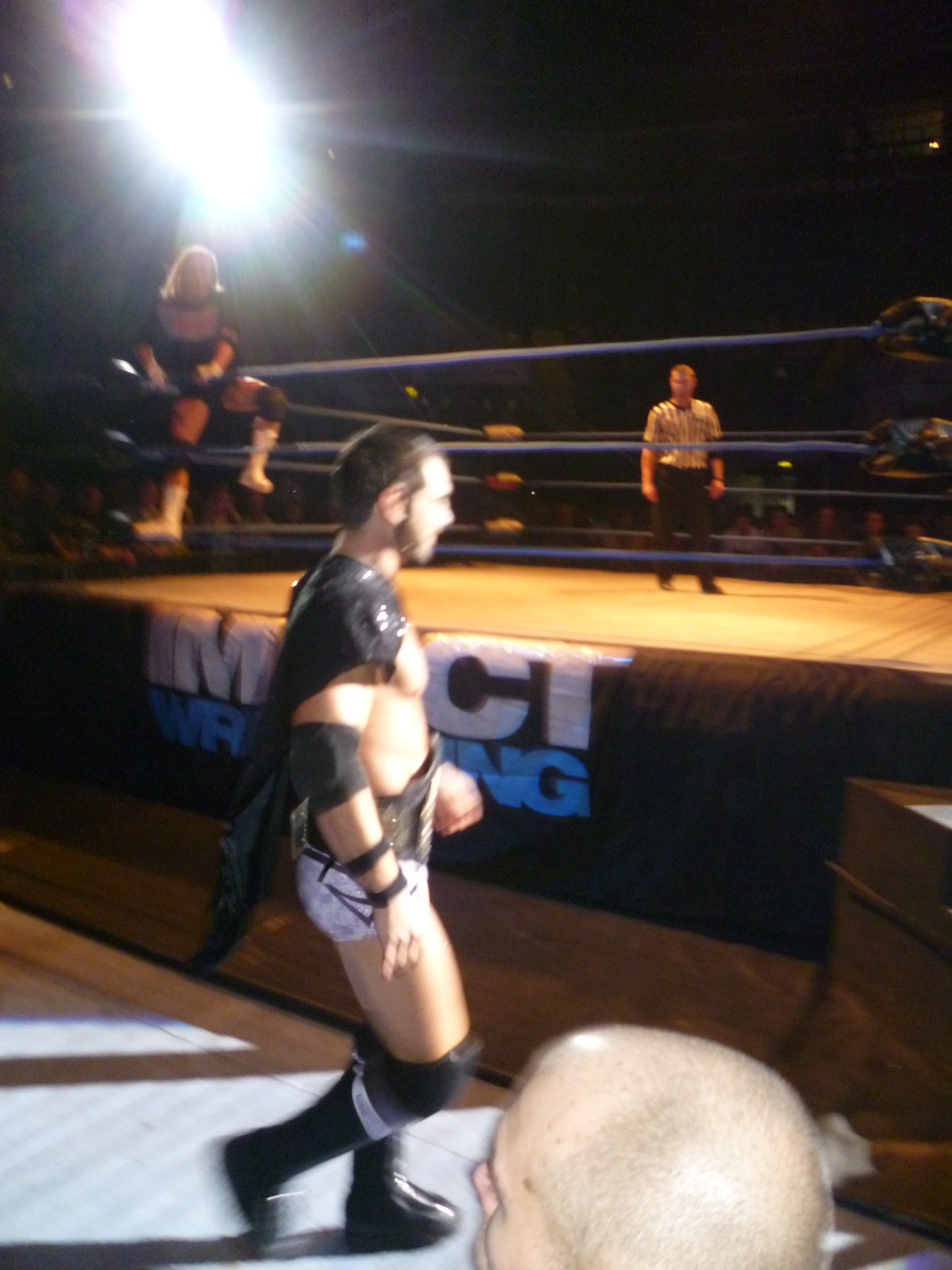
Aries posiadał TNA X Division Championship sześć razy, gdzie jego pierwsze panowanie było najdłuższym w historii tytułu

- International Pro Wrestling: United Kingdom
  - IPW:UK World Championship (1 raz)
- Mid-American Wrestling
  - MAW Junior Heavyweight Championship (1 raz)[1]
- Midwest Championship Wrestling
  - MCW Light Heavyweight Championship (1 raz)[1]
- Midwest Independent Association of Wrestling
  - MIAW Cruiserweight Championship (2 razy)[1]
- Minnesota Independent Wrestling
  - MIW Cruiserweight Championship (2 razy)[1]
- NWA Midwest
  - NWA Midwest X Division Championship (1 raz)[1]
- Neo Pro Wrestling
  - NPW Cruiserweight Championship (2 razy)[1]
  - NPW Cruiserweight Championship Tournament (2002)[1]
- Pro Wrestling Illustrated
  - 12. miejsce w rankingu PWI 500 w 2013[168]
- Pro Wrestling WAR
  - PWW Heavyweight Championship (1 raz)[1]
- Ring of Honor
  - ROH World Championship (2 razy)[169]
  - ROH World Tag Team Championship (1 raz) – z Roderickiem Strongiem[11]
- Steel Domain Wrestling
  - SDW Tag Team Championship (1 raz) – z Tedem Dixonem[1]
- Total Nonstop Action Wrestling/Impact Wrestling
  - TNA World Heavyweight Championship/Impact World Championship (2 razy)[66]
  - Impact Grand Championship (1 raz)
  - TNA X Division Championship (6 razy)
  - TNA World Tag Team Championship (1 raz) – z Bobbym Roodem
  - X Division Showcase (2011)[44]
  - Gold Rush Tournament (2014)
  - Feast or Fired (2015 – kontrakt na walkę o TNA World Heavyweight Championship)
  - Piąty TNA Triple Crown Champion
  - Piąty Impact Grand Slam Champion
- World Series Wrestling
  - WSW Heavyweight Championship (1 raz)
- Xtreme Wrestling Alliance
  - XWA Xtreme Rumble (2018)

### Luchas de Apuestas
| Zwycięzca                                                                     | Przegrany                                                                     | Miejsce          | Gala             | Data                 | Notka                        |
| ----------------------------------------------------------------------------- | ----------------------------------------------------------------------------- | ---------------- | ---------------- | -------------------- | ---------------------------- |
| Austin Aries (kontrakt) vs. Samoa Joe (kontrakt) zakończyło się bez rezultatu | Austin Aries (kontrakt) vs. Samoa Joe (kontrakt) zakończyło się bez rezultatu | Orlando, Floryda | Impact Wrestling | 8 maja 2014(dts)     | Wyemitowano 5 czerwca 2014.  |
| Rockstar Spud (przydomek „Rockstar”)                                          | Austin Aries (kontrakt)                                                       | Orlando, Floryda | Impact Wrestling | 27 czerwca 2015(dts) | Wyemitowano 5 sierpnia 2015. |